# Primera Liga de la Federación de Bosnia y Herzegovina
La Primera Liga de la Federación de Bosnia y Herzegovina (en bosnio: Prva liga Federacije Bosne i Hercegovine) es una liga de fútbol a nivel de clubes de Bosnia y Herzegovina. Fue creada en 2000 y junto a la Primera Liga de la República Srpska forman la segunda categoría del campeonato de fútbol bosnio.
La liga está formada por 16 equipos y cada uno disputa un total de 30 partidos durante la temporada regular (a modo de ida y vuelta). El campeón de liga asciende automáticamente a la Premijer Liga, la máxima competición de Bosnia y Herzegovina. Los equipos descendidos bajan a la Segunda Liga de la Federación de Bosnia y Herzegovina. El número de clubes que desciende cada año varía, de tres a cinco equipos.

## Clubes 2025-26
| Equipo                | Ciudad       |
| --------------------- | ------------ |
| NK Bratstvo Gračanica | Gračanica    |
| Buducnost Banovici    | Banovići     |
| NK Čelik Zenica       | Zenica       |
| NK GOŠK Gabela        | Gabela       |
| FK Igman Konjic       | Konjic       |
| NK Jedinstvo Bihać    | Bihać        |
| Radnik Hadzici        | Hadžići      |
| FK Sloboda Tuzla      | Tuzla        |
| NK Stupčanica Olovo   | Olovo        |
| HNK Tomislav          | Tomislavgrad |
| NK TOŠK Tešanj        | Tešanj       |
| NK Travnik            | Travnik      |
| FK Tuzla City         | Tuzla        |
| NK Vitez              | Vitez        |

## Campeones
Listado de los campeones de liga:
- 1997-98 :  FK Budućnost Banovići (Norte), FK Vrbanjuša (Centro), Iskra Bugojno (Sur)
- 1998-99 : FK Krajina Cazin
- 1999-00 : NK Travnik
- 2000–01 : HNK Grude
- 2001–02 : NK Žepče
- 2002–03 : NK Travnik
- 2003–04 : FK Budućnost Banovići
- 2004–05 : NK Jedinstvo Bihać
- 2005–06 : FK Velež Mostar
- 2006–07 : NK Travnik
- 2007–08 : NK Zvijezda Gradačac
- 2008–09 : FK Olimpik Sarajevo
- 2009–10 : FK Budućnost Banovići
- 2010–11 : NK GOŠK Gabela
- 2011–12 : NK Gradina Srebrenik
- 2012–13 : NK Vitez
- 2013–14 : FK Sloboda Tuzla
- 2014–15 : FK Mladost Doboj Kakanj
- 2015–16 : NK Metalleghe-BSI
- 2016–17 : NK GOŠK Gabela
- 2017–18 : FK Tuzla City
- 2018-19 : FK Velež Mostar
- 2019-20 : FK Olimpik Sarajevo
- 2020-21 : HŠK Posušje
- 2021-22 : FK Igman Konjic
- 2022-23 : NK GOŠK Gabela
- 2023-24 : FK Sloboda Tuzla
- 2024-25 : NK Stupčanica Olovo